# Evi Gensheimer
Evi Gensheimer, née le 26 mai 1977, est une coureuse cycliste allemande, active dans les années 1990. Elle pratique le cyclisme sur route et sur piste.

## Palmarès sur route
- 1993
  - 6e du championnat du monde sur route juniors
- 1994
  -  Médaillée d'argent du championnat du monde du contre-la-montre juniors
  -  Médaillée de bronze du championnat du monde sur route juniors
  - 3e du championnat d'Allemagne du contre-la-montre juniors
- 1995
  - 5e étape du Krasna Lipa Tour
  - Grand Prix de France
  - Rund um den Jägersburger Wald
  -  Médaillée d'argent du championnat d'Europe sur route juniors
  - 3e du Rund in Kreuzberg-Berlin
- 1996
  - 3e de Herpersdorf
- 1997
  - 3e étape du GP Clermontois
  - 1re étape du Tour de la Drôme
  - 3e du Rund um den Henninger Turm
- 1998
  - 3e étape du GP de la Mutualite de la Haute-Garonne
  - 4e de la Liberty Classic (Cdm)

## Palmarès sur piste

### Coupe du monde
- 1994
  - 1re de la course aux points à Copenhague

### Championnats du monde juniors
- Perth 1993
  -  Médaillée de bronze de la course aux points juniors

### Championnats d'Allemagne
- 1993
  - 2e du championnat d'Allemagne de poursuite juniors
- 1994
  -  Championne d'Allemagne de la course aux points juniors
  - 3e du championnat d'Allemagne de poursuite juniors